# Pipi in Melkijad
Pipi in Melkijad (v izvirniku nemško Piggeldy und Frederick) je nemška televizijska animirana serija, ki jo je prvič februarja 1973 v okviru nemškega otroškega programa Unser Sandmännchen predvajala nemška televizija ARD. 
Avtorja sta nemška zakonca Elke Loewe in Dieter Loewe. Glas je glavnima junakoma posodil sloviti nemški igralec Gottfried Kramer, v slovenski različici pa je obema likoma glas posodil Jurij Souček. Vse besedilo je iz nemščine v slovenščino natančno prevedel slovenski pesnik in prevajalec Ervin Fritz, medtem ko si je Souček določene fraze, kot so "odpujsala"..., izmislil sam in jih priredil na svoj karakter.

## Zgodovina
Elke Loewe je napisala zgodbo in ustvarila like, medtem ko je njen mož Dietrich Loewe prevzel oblikovanje in animacijo risanke. Zgodbo je pripovedoval Gottfried Kramer, ki je v nemški jezik sinhroniziral Marlona Branda (Boter, Apokalipsa zdaj), Humphreya Bogarta, Ala Pacina, Charltona Hestona, F. Murraya Abrahama (Amadeus), Dabneya Colemana (Columbo) ter nenazadnje posodil računalniški glas govorečemu avtomobilu K.I.T.T. v seriji Vitez za volanom. Od prve epizode februarja 1973 pa do leta 1985, kot del mladinskega programa Unser Sandmännchen na nemški televiziji ARD, je bilo predvajanih preko 100 epizod. V zgodnjih 1990-ih so ponovno začeli delati in predvajati nove epizode, ki jih je bilo vsega skupaj osem. Vse do smrti Gottfrieda Kramerja in Dietricha Loewa leta 1994, ko je bila serija dokončno prekinjena.

## Liki
- Pipi (Piggeldy) - mali pujs; radoveden in znanja željan mlajši brat Melkijada
- Melkijad (Frederick) - veliki pujs; starejši brat Pipija, ki ga uči vseh življenjskih modrosti